# 中村進午
中村 進午（なかむら しんご、明治3年7月21日（1870年8月17日） - 昭和14年（1939年）10月21日）は、日本の法学者。専門は国際法。学位は、法学博士（1901年）。東京商科大学名誉教授。「七博士意見書」により日露戦争開戦を主張した学者の一人。

## 経歴

### 出生から欧州留学まで
1870年、越後国高田（のちの新潟県高田市、現上越市）において、旧高田藩士・中村九朗の三男として生まれた。高田中学校を卒業し、第一高等中学校に入学。1891年に第一高等中学校を卒業して東京帝国大学に入学。1894年、東京帝国大学法科大学を首席で卒業。卒業後は同大学院に進んだ。
大学では、初め末岡精一に師事して国法学を研究したが、実兄である国際法学者前田盛江が夭逝すると、ドイツ・イギリス・フランス各国に留学して、国際法、外交史等の研究に転じた。

### 帰国後、法学者として
1896年、高等商業学校（現・一橋大学）の講師となり、1897年（明治30年）、学習院教授に就任。
日露戦争開戦の直前、他の6人の博士とともに政府の対ロシア外交を批判して、七博士建白事件により日露開戦を主張した。その後、講和条約であるポーツマス条約に反対する上奏文を宮内省に対して連名で提出したことから、学習院教授を免職となる。退職金で千葉県一宮町老女子に別荘を買い、そこに蟄居した。
1906年（明治39年）、東京高等商業学校（現・一橋大学）教授に就任。1930年（昭和5年）に東京商科大学を定年退官し、東京商科大学名誉教授の称号を受けた。弟子はいなかったため、国際法講座の後任教授には、民法の岩田新門下でグローティウス研究をしていた大平善梧を据えた。その後も亡くなる前年の1938年（昭和13年）まで東京商科大学の講師を務めた。
立教大学が創立して以来、献身的な援助を行い、1926年（大正15年）には立教大学教授に就任し、1939年（昭和14年）まで憲法、国際法を講じ、立教大学予科においても法学通論を教えた。また、1939年（昭和14年）まで早稲田大学法科教授や拓殖大学学監も務めた。他に海軍大学校、海軍経理学校、日本大学、慶應義塾大学、中央大学、明治大学、法政大学、上智大学、日本女子大学校等でも教鞭を執った。
酒好きが高じて信州旅行中に持病の胃潰瘍が悪化して倒れ、代々木三谷の自宅で療養していたが、1939年10月、70歳で亡くなった。墓所は雑司ヶ谷霊園にある。

### 職歴
- 明治29年（1896年） 東京高等商業学校法律科講師
- 明治30年（1897年） 学習院教授
- 明治34年（1901年） 法学博士
- 明治39年（1906年） 東京高等商業学校教授
- 大正09年（1920年） 東京商科大学教授
- 昭和04年（1929年） 拓殖大学学監
- 昭和05年（1930年） 東京商科大学教授を定年退官、東京商科大学名誉教授[3]
- 昭和13年（1938年） 東京商科大学講師退職[2]

## 受賞・栄典
- 1927年8月：勲二等瑞宝章を受章。
- 1930年10月：正三位

## 研究内容・業績
近衞篤麿に期待された法学者であり、外交史、国際法に関する著書を多く執筆した。多数の大学で教鞭をとっており、後進を育成した。ユーモアのある人物であったようで、弟子はその授業を振り返っており、また「熱河」という雅号を持ち、『蛙のはらわた』、『天に口なし』というエッセーも残している。
旧蔵書は「中村進午文庫」としてその大半が早稲田大学へ寄贈されており、その数は江戸時代後期の版本類を中心に1598部、8359冊がある。その他には、旧蔵書約100 冊が一橋大学に、1,200 冊ほどが拓殖大学に寄贈されている。一部は弟子らに分けられたと思われ、法学者の一又正雄文庫などに入っている。

## 家族・親族
- 父：中村九朗は旧高田藩士。
- 実：前田盛江。
- 兄：中村弼はジャーナリスト。尾崎行雄の文相時代に秘書官も務めた。
- 妻：しけ（繁子)は三島通庸の六女[14][15]。
- 義兄：三島彌太郎は妻しけの兄[14]。

## 著書

### 単著
- 『国際公法論』東華堂、1897年3月。NDLJP:798180。
  - 『国際公法論』（3版）東華堂、1897年11月。NDLJP:2938147。
  - 『国際公法論』（5版）東華堂。NDLJP:2938150。
- 『国際私法講義』東華堂、1897年7月。NDLJP:798199。
- 『新条約論』東京専門学校出版部〈早稲田叢書〉、1897年10月。NDLJP:2938190。
  - 『新条約論』（再版）東京専門学校出版部〈早稲田叢書〉、1898年4月。NDLJP:2938189。
- 『平時国際公法』東京専門学校出版部〈法律教科書〉、1902年2月。
- 『国際公法』東京専門学校出版部〈早稲田小篇〉、1902年4月。
- 『平時国際公法』早稲田大学出版部、1909年1月。
- 『法学通論』三書楼、1910年3月。
- 『蛙のはらわた』広文堂書店、1913年11月。NDLJP:951944。
- 『国際公法論』清水書店、1916年5月。NDLJP:952483。
- 『天に口なし』弘学館書店、1921年7月。NDLJP:961849。
- 『法制上の女子』清水書店、1925年6月。NDLJP:1021396。

### 訳著
- フリードリッヒ・フォン・マルテンス 著、中村進午 訳『国際法』 上巻、東京専門学校出版部〈早稲田叢書〉、1900年1月。
- フリードリッヒ・フォン・マルテンス 著、中村進午 訳『国際法』 下巻、東京専門学校出版部〈早稲田叢書〉、1900年7月。
- フリードリッヒ・フォン・マルテンス 著、中村進午 訳『国際法』 上巻、早稲田大学出版部〈早稲田叢書〉、1908年2月。NDLJP:1083148。
- フリードリッヒ・フォン・マルテンス 著、中村進午 訳『国際法』 下巻、早稲田大学出版部〈早稲田叢書〉、1908年2月。NDLJP:1083152。

### 編著
- 『媾和類例』哲学書院、1895年3月。NDLJP:798137。

### 共訳
- ハインリヒ・デルンブルヒ 著、副島義一・中村進午・山口弘一 訳『独逸民法論』 第1巻、東京専門学校出版部〈早稲田叢書〉、1899年5月。NDLJP:792218。
  - ハインリヒ・デルンブルヒ 著、副島義一・中村進午・山口弘一 訳『独逸民法論 第1巻』（復刻版）信山社出版〈日本立法資料全集別巻 117〉、1998年6月。ISBN 978-4797246087。

### 関連書籍
- 一又正雄、大平善梧編輯責任 編『中村進午博士追悼記念 時局関係国際法外交論文集』巌松堂書店、1940年6月。
- 『中村文庫分類目録』拓殖大学図書館〈拓殖大学図書館蔵書目録 第3輯〉、1969年5月。